# Kiss Tünde (színművész)
Kiss Tünde (Nyíregyháza, 1986. július 22. –) magyar színésznő.

## Életpályája
Szülővárosában az Eötvös József Általános Iskola, majd a Kölcsey Ferenc Gimnázium tanulója volt. 2005-2007 között a Pesti Magyar Színiakadémián tanult, ahol tanárai voltak többek között: Huszár László, Sipos Imre, Csernus Mariann vagy Papp Márta. 2007-2010 között a Pesti Broadway Stúdióban tanult. A színművészeti főiskolára többszöri próbálkozása után sem vették fel. Stúdiós évei alatt szerepelt a Budapesti Operettszínházban, majd 2011-2024 között a Győri Nemzeti Színház tagja volt.

### Magánélete
Házas, egy kisfia van: Sebestyén.

## Fontosabb színházi szerepei

### Győri Nemzeti Színház
- Jeffrey Lane – David Yasbek: A riviéra vadorzói – Jolene Oakes
- Lionel Bart: Oliver! – Nancy
- Heltai Jenő: A tündérlaki lányok- Sári /premier: 2019. február 9./
- Fenyő Miklós – Egressy Zoltán: Aréna – Bögre, színművészeti főiskolás
- Carlo Goldoni: Két úr szolgája – Smeraldina, Clarice szobalánya
- Szörényi Levente – Bródy János: István, a király – Picur
- Georges Feydeau: Bolha a fülbe – Tucute
- Presser-Sztevanovity-Horváth: A padlás - Süni, fiatal lány, aki hegedülni tanul
- Ludwig: Primadonnák - Audrey
- Bolba Tamás – Szente Vajk – Galambos Attila: Csoportterápia - Jetti
- Ábrahám – Löhner-Beda – Grünwald: Bál a Savoyban - Ilonka
- Szabó Magda: Abigél – Kis Mari
- Egressy Zoltán: Édes életek - Anna
- Woody Allen: Semmi pánik! - Susan
- Egressy: 4x100 - Hóvirág
- Rodgers-Hammerstein: A muzsika hangja - Liesl, Trapp kapitány gyermeke
- Kosztolányi-Harag: Édes Anna - Etel
- Rice-Webber: Jézus Krisztus szupersztár - Angyal
- Egressy Zoltán: Június - Bíbor Lili
- László Miklós: Illatszertár - Balázs kisasszony
- Márton Gyula: Csinibaba- Angéla, a szűz dizőz, angyal
- Victor Hugo: A nevető ember - Fibi, cigánylány
- Dan Goggin: Apácák - Mária Lea nővér
- Fenyő – Tasnádi: Aranycsapat - Winkler Zsófi
- Kszel Attila: Al Addin - Jázmin hercegnő

### Budapesti Operettszínház
- Frank Wedekind-Duncan Sheik: Spring Awakening - Anna
- Kocsák- Somogyi-Miklós: Abigél - Ari
- Németh- Kállai-Kerényi: Erdei kalamajka - Királylány
- Böhm- Korcsmáros: Szép nyári nap - Tünde
- Fényes- Bacsó- G. Dénes: Szerdán tavasz lesz - Menyasszony

### Kalocsai Színház
- Vajda-Valló: Anconai szerelmesek - Viktória
- Kálmán Imre: Csárdáskirálynő - Stázi

## Film és TV-s szerepei
- Made in Hungária (2009) ...Vera
- Jófiúk (2019) ...Zsebtolvaj

## Díjai és elismerései
- 2012. Kisfaludy ösztöndíj, Kisfaludy-díj
- 2014. TAPS-díj